# Cucumis rostratus
Cucumis rostratus là một loài thực vật có hoa trong họ Cucurbitaceae. Loài này được J.H.Kirkbr. mô tả khoa học đầu tiên năm 1993.